# Тернопільська загальноосвітня школа № 8
Тернопільська загальноосвітня школа № 8 — середній освітній комунальний навчальний заклад Тернопільської міської ради в м. Тернополі Тернопільської області.
Школа розташована на вулиці Шкільній у мікрорайоні «Березовиця».

## Історія
Школа заснована в 1956 році.
14 вересня 2015 року на фасаді школи встановили пам'ятну дошку Іванові Вітишину. На відкритті дошки був присутній міський голова Тернополя Сергій Надал.

## Сучасність
У 21 класі школи навчається 501 учень.
У школі викладають англійську, німецьку та польську мови.

## Педагогічний колектив
Директори
- Віктор Петрович Андрієвський — 1956—1961,
- Віктор Кирилович Сидорко — 1968—1976,[2]
- Галина Михайлівна Підгайна — нині.

## Відомі учні та випускники
- Василь Ярмуш (1940—1976) — український поет і прозаїк.
- Іван Вітишин (1976—2015) — український військовик, учасник російсько-української війни 2014—2017 років.
- Олег Ґерета (1940—2014) — український музикант, громадський діяч.